# ヒトマイクロバイオーム

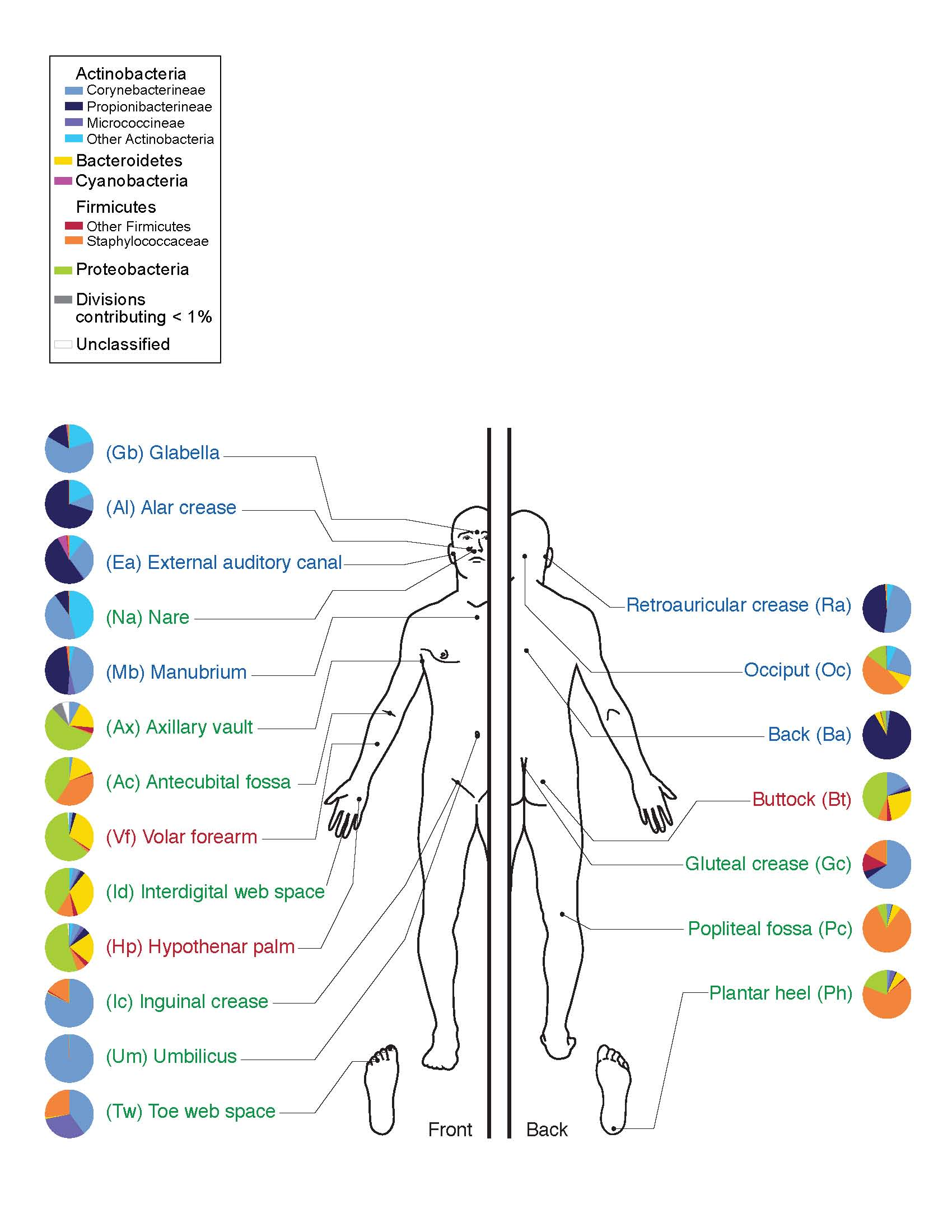
ヒトの皮膚微生物叢。その解剖学的部位によって、微生物叢を構成する細菌種の組成は異なる。

ヒトマイクロバイオーム（英:human microbiome）は、ヒトの体内や体表で生息する微生物とその遺伝情報の総称である。腸内細菌叢には、ヒトの細胞数に近い約40兆個の細菌が存在し、皮膚、口腔、鼻腔、膣などにも微生物が存在している。
2010年に欧州の研究者によって、ヒトの消化器に1000種以上、330万個の微生物の遺伝子の数があることが判明し、これはヒトゲノムの遺伝子2万5千の約150倍として注目を受けた。人類のDNAは99.9%が同じだが、ヒトマイクロバイオームでは構成が同じ人はいない。
2007年に開始されたアメリカ国立衛生研究所 (NIH) が開始したのは ヒトマイクロバイオーム計画である
。翌年には国際コンソーシアム（米国、欧州、日本、中国からなる）が発足し、またMetaHITという、13の欧州の産学機関が参加するプロジェクトが開始された。
腸内をはじめヒトの体には微生物が定着している。大腸には特に多数の細菌が生息しており、重量は体重70kgの成人男性で0.2kgに過ぎないが、細胞数では約40兆に及ぶと推定されている。この数は個人の全細胞の数を超える。マイクロバイオーム研究の中でもヒトマイクロバイオームは疾病等との関連性から重点的に研究が進められてきた。その中でも腸内細菌叢に関する研究が特に焦点を当てられてきており、腸管に沿って腸内細菌叢の構造が変化することや、様々な疾病との関連が明らかにされている。同様に、口腔、皮膚、膣などの微生物叢も疾患との関連などから研究されてきた。また、ヒトの微生物叢の大規模な調査として、アメリカのHuman Microbiome ProjectやヨーロッパのMetaHITなどの国家規模のプロジェクトが実施されている。
ヒトの微生物叢は腸管、口腔、皮膚、膣といった部位ごとに、構成する細菌種が異なり、例えば他者間のヒト腸管の微生物叢を比べた場合と、同一個人で腸管と口腔の微生物叢を比較した場合、前者の方が互いに類似性が高い。

## マイクロバイオームの定義と研究手法
ある環境中に生息する微生物の集合全体を微生物叢 (Microbiota) と呼ぶ。微生物叢を構成する微生物には真正細菌、古細菌、真菌、ウイルスなどが含まれる。一方、マイクロバイオーム (Microbiome) は、微生物叢を構成する微生物の集合に加え、その遺伝情報や、生息する外部環境全体を意味する用語である。ただし、ほとんどのヒト微生物叢を対象とした研究は、微生物叢の細胞成分の主要成分である細菌の多様性について記述するものである。
マイクロバイオームを理解するために、古典的には培養に依存した手法が用いられた。しかしながら、マイクロバイオームを構成する微生物には培養できないものも多く、培養に依存した手法は群集構造の多様性を過小評価する恐れがある。これを解決するために出現した手法がDNAシーケンス技術に基づく16S rRNAシーケンシング法やメタゲノム解析法である。2018年現在、これらの手法にメタトランスクリプトーム解析法を加えた3つの手法がマイクロバイオーム研究において使用されている。

## ヒトマイクロバイオームを構成する微生物
ヒトの体にはヒトの体細胞と同じくらいかそれよりも多い微生物が生息しており、その遺伝情報はヒトゲノムの情報量を遥かに凌駕するとされている。また、これをヒトマイクロバイオームを構成する細菌の種は500-1000種程度と推定されている。ヒトの体に生息する微生物は細菌に限定されず、真菌やウイルスも生息している。
地球上には約70門の細菌種があるが、ヒト常在菌の大部分は以下4門に集中している。
- フィルミクテス門 - 腸内、膣、皮膚、口腔に多い[4]
- バクテロイデス門
- アクチノバクテリア門 - 口腔や皮膚、鼻腔で占有率が高い[4]
- プロテオバクテリア門 - 口腔や皮膚、鼻腔で占有率が高い[4]

TM7門は口腔にのみ存在する。

## 各部位におけるマイクロバイオーム

### 腸管
腸管はヒトの体の他の部位と比べても多様性に富んだ微生物が生息する部位である。もっとも、門レベルでは一部の分類が優占し、ほとんどの細菌がバクテロイデス門とフィルミクテス門に属する。また、他にもメタン生成菌や酵母に代表される真核生物、主にファージによって構成されるウイルスも生息する。腸内マイクロバイオームの主要な構成がヒトの間で共有されているにも拘らず、構成生物の組成はヒトの間でも大きく異なる。腸管の微生物叢については特に3つのエンテロタイプと呼ばれる微生物叢のグループが提唱されている。3つのエンテロタイプはそれぞれに特有な細菌の系統によって特徴付けることができ、これらの特徴的なグループは地域に依存せずに存在する。
年齢は腸内の微生物叢に変化を与える要因の一つである。特に生後3年までの間は腸内の微生物叢の構造が変動しやすい。その間に腸内微生物叢は多様性と安定性を徐々に大きくしてゆく。他にも宿主であるヒトの遺伝情報や食文化、外部環境など様々な要素がヒトの腸内微生物叢と関連している。また、近年の研究成果から疾患と細菌叢の関係が明らかにされてきた。例えば肥満とそれに伴う2型糖尿病のような生活習慣病は、ヒトの遺伝情報だけではなく、腸内細菌叢を構成する細菌種の割合とも関係していることが、疫学調査や動物実験から明らかにされた。環境が清潔だとアレルギー性疾患に罹患しやすいとする衛生仮説も微生物叢との関連から説明され得る。経済的に豊かな富裕国では、病原性のない（または病原性の弱い）寄生虫や真菌、乳酸菌といった常在性の微生物に感染する機会が失われている。一方でこのような微生物は免疫の過剰応答を抑える制御性T細胞の誘導を活性化する働きがある。そのため、富裕国では炎症性腸疾患などのアレルギー性疾患が増加している、とするものである。実際に様々な研究が炎症性腸疾患と微生物叢の関連性を示しており、細菌叢の多様性（α多様性）が失われて特定の菌種が増加することなどの変化が起きると考えられているが、因果関係の証明には至っていない。ただし、このような関連性はしばしば複雑な関係性を示し、必ずしも一方的ではない。つまり、微生物叢にとっての外部環境である宿主は微生物叢に影響を及ばすが、同時に微生物叢が例えばある種の代謝産物の生産を通じてヒトに影響を及ぼすこともある。
また、ヒトの腸は脳と相互に影響し合うことが知られており、これを腸脳軸と呼ぶ。例えば、腹部の膨満は脳内におけるある種の経路を活性化し、逆に感情は消化効率に影響を与える。過去数十年の間に腸脳軸に影響を与える新たな因子として腸内微生物が知られる様になった。腸脳軸に微生物叢が影響を及ぼす根拠は5つ存在する。第一に、無菌動物を用いた実験により、微生物叢を欠くことで脳の神経伝達や感情が変化することが示されている。第二に、特定の微生物の摂取は動物実験において行動の変化につながり、このことはヒトにも外挿しうる。第三に、疫学的な調査により急性胃腸炎の流行が腸脳軸と関連した疾患である過敏性腸症候群の発生に影響することが示されている。第四に、抗生物質の投与は長期に渡って行動に変化を与える。最後に、これらの知見は、非感染性疾患である肝性脳症が腸内細菌を標的とした抗生物質の投与により治療できるという古くから知られる知見と相乗する。これらの知見を踏まえ、現在では微生物叢-腸-脳軸が提唱されている。
ヒトの活動により微生物叢の構成が撹乱されることもある。例えば食事は自然に行われる微生物叢への介入措置であり、草食や肉食といった極端な食事はそれぞれ固有の影響を示すことが知られる。また、医療的介入はより劇的な変化を引き起こす。例えば腸内洗浄、広域スペクトラムの抗生物質の投与などで微生物叢の変化が生じ得る。抗生物質は微生物叢に影響を与えることが知られており、DethlefsenとRelmanの研究によると、シプロフロキサシンの投与を5日間受けた3人の被験者の腸内マイクロバイオームは種の豊富さと多様性を失い、変化した腸内細菌の群集構造は3人の被験者うち2人の被験者で半年回復しなかった。同様の結果は動物実験でも得られており、このような腸内マイクロバイオームの変化はClostridium difficile感染などによる下痢症につながると考えられている。
腸内の微生物叢と宿主の健康の間に生じる関係性が明らかにされたことを受けて、腸内マイクロバイオームはヒトの疾患治療における標的として注目されている。腸内マイクロバイオームを標的とした治療法の例として、糞便移植、プロバイオティクス、プレバイオティクス、食事療法が挙げられる。

### 口腔
口腔に細菌が生息していることはレーウェンフックにより18世紀には明らかにされていた。
口腔は消化管の入口であるが、歯や硬組織を含む点で他の部位とは異なる。口腔にはおよそ700種程（ただし、この数にはシーケンスデータが登録されているだけで未培養の細菌種が存在しており、数の解釈には注意を要する）の細菌が生息すると推定されているが、口腔の部位はそれぞれに異なるニッチが確立している。レンサ球菌属に代表される一部の細菌は口腔の全域に存在するが、特定の部位にのみ生息する細菌もあり、例えばRothia属の細菌は舌や歯の表面にしかいない。歯はヒトの体で唯一生理的に表皮の脱落が生じない部位であり、バイオフィルムの形成が行われるなど、微生物にとって絶好の生息地となる。また、他にも虫歯の治療のための歯冠やインプラントなどの表面も同様にバイオフィルム形成に影響し、口腔微生物叢の構成に変化を与えやすい。
| OTUに割り当てられた細菌種・属 | 平均構成率 (%) | 検出率 (%) |
| ----------------------------- | -------------- | ---------- |
| Neisseria flavescenc          | 9.3            | 99.3       |
| Rothia mucilaginosa           | 8.8            | 100        |
| Prevotella melaninogenica     | 8.7            | 100        |
| Streptococcus mitis           | 4.3            | 100        |
| Genus Streptococcus           | 3.6            | 100        |
| Streptococcus salivarius      | 3.3            | 99.9       |
| Genus Actinomyces             | 3.3            | 99.9       |
| Granulicatella adiacens       | 3.0            | 100        |
| Porphyromonas pasteri         | 2.5            | 97.3       |
| Veillonella atypica           | 2.3            | 100        |

人類の歴史とともに食生活は変化し、それに伴って口腔微生物叢も変化してきたと考えられている。例えば耕作により人類は精製糖を食生活に取り入れたが、Streptococcus mutansは増加した酸化ストレスへの防御機構と自ら産生する酸性の代謝産物への抵抗性を獲得し、他の細菌に優占するようになったとされる。
虫歯や歯周炎に代表される口腔の疾患は特定の細菌が原因となるのではなく、複数の常在細菌の集団が特定の条件で引き起こすと考えられている。また、口腔の疾患に関連した細菌は、数は少ないながらも常在している。そのため、口腔の疾患は病原体が新規に感染するのではなく、口腔微生物叢におけるバランスが破綻することによって引き起こされるという説が現在は受け入れられている。
長きに渡って口腔のマイクロバイオーム研究は他の部位と同様に培養可能な細菌に焦点を置いていた。しかし、現代においてはCPRと呼ばれる、培養されない極小な細菌群が生息していることも知られており、特にTM7門に属する細菌が多数生息する。他にもカンジダ属に代表される真菌やウイルスも生息している。CPR、真菌、ウイルスは口腔の細菌との相互作用を通じてヒトの健康にも影響を与えている可能性があるが、これらの微生物の理解は進んでいない。

### 皮膚
腸管と同様に皮膚もまた独自の微生物叢を構成しており、皮膚の微生物叢においてはプロピオニバクテリウム属、コリネバクテリウム属、ストレプトコッカス属の細菌とそれに感染するファージ、マラセチアなどの真菌、ポリオーマウイルスが主体となっている。
皮膚は表皮と真皮と呼ばれる二つの層構造が共通して存在するが、個々の部位は生理的にpHや水分、皮脂量などから、顔などの皮脂の多い脂漏部位、膝の裏のように湿った湿潤部位、掌の様に乾燥した乾燥部位といった局所環境に大別することができる。上述の皮膚に多く存在する微生物もこの局所環境毎にその比率が異なる。この様な局所環境に影響を与える要素の一つに汗腺の存在がある。汗腺が産生する汗は皮膚上に水分を提供する一方で、皮膚の酸性環境にも寄与し、この酸性環境によって一部の微生物は生存が妨げられている。腸管と比べて皮膚は微生物が利用できる栄養が少なく、加えて酸性で乾燥している。そのため、皮膚上に存在する微生物は皮膚上にも存在する汗、皮脂、角質を利用するように適応している。この例として皮脂のトリグリセリドを分解して利用できるニキビ菌が知られるが、一方でニキビ菌は皮脂の分泌が少ないマウス、ラット、イヌのような動物の皮膚では増殖が悪い。
Ohらの調査によると皮膚の細菌叢は安定していると考えられる。皮膚マイクロバイオームは常に外部環境に暴露されているが、そこに生息する細菌の株は安定しており、皮膚細菌叢を構成する細菌の大部分は2年間にわたって安定して存在していた。一方、特定の条件下では皮膚のマイクロバイオームの恒常性が破綻 (dysbiosis) することがあり、尋常性ざ瘡（ニキビ）やアトピー性皮膚炎などの皮膚疾患とマイクロバイオームとの関連性が指摘されている。例えば、健常者の皮膚微生物叢は黄色ブドウ球菌の増殖を抑制する働きを持つが、アトピー性皮膚炎の患者においては皮膚微生物叢が破綻して黄色ブドウ球菌が増殖している。また、ニキビは皮膚微生物叢で最も比率の大きい種であるアクネ菌との関連が指摘されている。アクネ菌は健常な皮膚における常在細菌だが、ニキビ患部においては特定の系統が増加している。
| 乾燥部位                           | 湿潤部位                           | 脂漏部位                           | 足                                 |
| 細菌                               | 細菌                               | 細菌                               | 細菌                               |
| ---------------------------------- | ---------------------------------- | ---------------------------------- | ---------------------------------- |
| Propionibacterium acnes            | Corynebacterium tuberculostearicum | Propionibacterium acnes            | Corynebacterium tuberculostearicum |
| Corynebacterium tuberculostearicum | Staphylococcus hominis             | Staphylococcus epidermidis         | Staphylococcus hominis             |
| Streptococcus mitis                | Propionibacterium acnes            | Corynebacterium tuberculostearicum | Staphylococcus warneri             |
| Streptococcus oralis               | Staphylococcus epidermidis         | Staphylococcus capitis             | Staphylococcus epidermidis         |
| Streptococcus pseudopneumoniae     | Staphylococcus capitis             | Corynebacterium simulans           | Staphylococcus capitis             |
| 真核生物                           |                                    |                                    |                                    |
| Malassezia restricta               | Malassezia globosa                 | Malassezia restricta               | Malassezia restricta               |
| Malassezia globosa                 | Malassezia restricta               | Malassezia globosa                 | Trichophyton rubrum                |
| Aspergillus tubingensis            | Tilletia walkeri                   | Malassezia sympodialis             | Malassezia globosa                 |
| Candida parapsilosis               | Malassezia sympodialis             | Aureoumbra lagunensis              | Pyramimonas parkeae                |
| Zymoseptoria tritici               | Pyramimonas parkeae                | Tilletia walkeri                   | Trichophyton mentagrophytes        |
| ウイルス                           |                                    |                                    |                                    |
| Molluscum contagiosum virus        | Molluscum contagiosum virus        | Propionibacterium phage            | Propionibacterium phage            |
| Propionibacterium phage            | Propionibacterium phage            | Molluscum contagiosum virus        | Merkel cell polyomavirus           |
| Merkel cell polyomavirus           | Polyomavirus HPyV6                 | Merkel cell polyomavirus           | Alphapapillomavirus                |
| Polyomavirus HPyV7                 | Merkel cell polyomavirus           | Polyomavirus HPyV6                 | Human papillomavirus (μ)           |
| Acheta domestica densovirus        | Polyomavirus HPyV7                 | Human papillomavirus (γ)           | Human papillomavirus (β)           |

### 膣

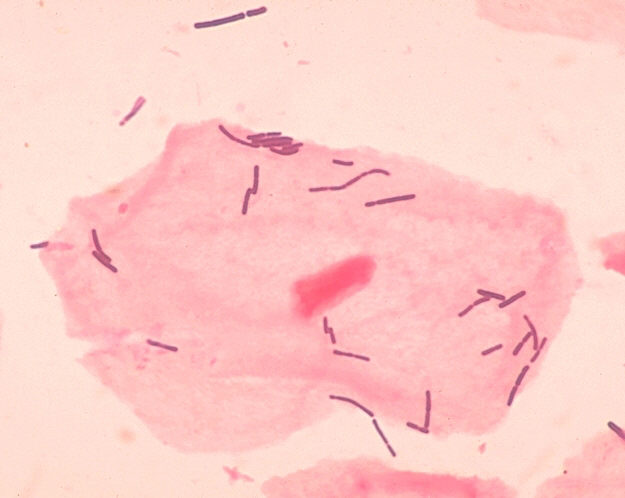
膣の微生物叢の主要な構成種であるラクトバシラス属の細菌と膣の扁平上皮細胞。グラム陽性のラクトバシラス属細菌は青紫色に染色される。

膣微生物叢は偏った構造を持っており、構成種の大半がラクトバシラス属に属する細菌である。一方でラクトバシラス属には様々な種が含まれており、個々人間でもラクトバシラス属内の種の多様性は大きく異なる。また、膣の微生物群集は5つ以上の community state type (CST) と呼ばれるグループに分類することができ、それぞれ異なるラクトバシラス属菌 (L. crispatus, L. iners, L. jensenii, L. gasseri) のいずれか、またはGardnerella vaginalisを含むその他の細菌が優占している。膣微生物叢の組成はpHの影響を受け、pHが高くなるとラクトバシラス属の減少が認められる。
ラクトバシラス属は乳酸を産生することでpH3.5-4.5の酸性環境を整えており、これが膣を有害な病原体から守ると考えられている。細菌性膣炎は膣の疾患で、悪臭を伴う、白色粘稠の分泌物が症状として認められる。細菌性膣炎では、pHが上昇し、ラクトバシラス属が減少する一方で、Gardnerella vaginalisなどラクトバシラス属以外の細菌が増加することが知られる。

## ヒトマイクロバイオームの由来と定着
ヒトに定着している微生物はどこからやってくるのか。新生児の微生物叢は母体に由来しているようである。新生児の細菌叢と母体の細菌叢を比較した調査によると、新生児の細菌叢は出産の形態に影響を受ける。自然分娩の場合は母体の膣の細菌叢が新生児に定着し、ラクトバシラス属菌が優占種となる。一方で帝王切開の場合は母体の細菌叢が定着し、プロピオニバクテリウム属菌をはじめとした皮膚の常在細菌が優占種となる。分娩形態の違いにより生じる新生児における微生物叢の違いは12-24ヶ月齢までに徐々に消えていく。分娩前の胎児が微生物叢を持つかについては議論があった。胎児が無菌的であるか否かについては150年前から議論されていたが、20世期の後半になって一旦は胎児は無菌であり、出産中とその後に微生物叢を獲得するという説が定説となる。しかしながら、近代的なDNAシークエンシング技術の開発によって、従来無菌的であると考えられていた羊水、胎盤、臍帯血、胎便からも細菌が検出されたことから、再び胎児の子宮内における微生物叢の獲得が主張されたきた。もっともDNAの抽出試薬も細菌DNAに汚染されているなどの理由から、試料から得られるDNAの量が少ない場合は、試料に由来しない細菌DNAを検出してしまう可能性があるなど、実験系に制限があることが知られる。また、胎盤から抽出したDNAに細菌のDNAが含まれていたとしても、それは必ずしも生きた細菌の存在を意味しない。実際、培養可能な細菌に由来するDNAが検出された胎盤を試料として細菌の培養を試みても、DNAが検出された細菌は培養することができなかった。そのため、子宮内における微生物の検出には確定的な結論は出ていない。実際、子宮内における微生物の検出には否定的な見解が示されている。537人の妊婦を対象とした研究によると、妊娠中の胎盤は基本的に無菌的であると考えられ、唯一の例外は約5%の妊婦でB群レンサ球菌が検出されたことのみであった。
抗生物質は新生児の微生物叢に影響を及ぼし、新生児への持続的投与は喘息、2型糖尿病、炎症性腸疾患、乳アレルギーなどの疾患と関連する可能性がある。もっとも、否定的見解もしめされており、また、相関関係は必ずしも因果関係を意味しない。食事もまた微生物叢に影響を与える。母乳栄養は粉ミルクに比べ、新生児と母体の双方に健康上の利点があるとされるが、母乳に分泌される免疫グロブリンA、ラクトフェリン、ディフェンシンが少なからずこれに寄与すると考えられる。

## 課題
腸管マイクロバイオームを中心として、ヒトマイクロバイオームとヒトの疾患を結びつける研究は数多く報告されているが、問題点も指摘されている。一つの問題点として因果関係が不明である点が指摘されている。言い換えると、マイクロバイオームの変動と疾患の間に相関が観察された際に、マイクロバイオームの変動が疾患の原因なのか、結果なのか、それとも第3の因子によって両者が引き起こされているのかはほとんどの場合明らかにされていない。例えば、炎症性腸疾患とマイクロバイオームの相関はよく知られており、注目を浴びている。具体的にはフィルミクテスが減少してプロテオバクテリアが増加するという変動が知られる。一方で、炎症性腸疾患がマイクロバイオームの変動によって引き起こされることは証明されておらず、むしろ腸内の炎症に反応してマイクロバイオームが変動する可能性がある。近年、健常者と有病者の糞便マイクロバイオームをそれぞれ無菌動物に接種して、疾患を再現することでマイクロバイオームの変動と疾患の因果関係を証明する研究も報告されている。しかし、マイクロバイオームの変動からある疾患が生じる理屈を説明できておらず、また、実験デザインや統計手法に問題を抱えており、厳密性に欠けているという指摘もなされている。
他の課題としてコンタミネーションの問題が知られる。これまでの研究から、マイクロバイオーム研究で使用される手法は、試料中に含まれる微生物のDNAのみならず、実験に使用する試薬などに含まれる微量のDNAをコンタミネーションとして同時に検出してしまうことが知られている。このコンタミネーションは、よく試料として扱われる糞便のマイクロバイオームの研究においてはあまり問題にならない。これは糞便中に含まれる微生物DNAの量が十分多く、コンタミネーションを無視できるためである。一方、試料に含まれる微生物DNAの量が微量である場合、試薬のコンタミネーションは試料に含まれる微生物DNAの量と同程度となり、結果の解釈に影響を与えてしまう。実際、上述の通り、「胎盤マイクロバイオーム」は実際にはコンタミネーションに起因するものであると考えられる。従って、マイクロバイオーム研究においてはコンタミネーションの影響を最小限に抑える必要があり、そのためには実験デザインの最適化や適切な対照の設定が推奨される。

## 歴史
初期のマイクロバイオーム研究は健常者のマイバイオームを構成する微生物の培養を試みるものであった。培養に依存した手法では大腸菌のような実験的環境下で培養しやすい微生物を過大評価しており、この頃には大腸菌が健常者の腸内における主要な細菌種であると考えられていた。1970年代に入ると厳密な嫌気培養が可能となり、腸内だけで300種類を超える細菌が新たに発見される。また、この頃には希釈と選択培地を利用した細菌の定量が可能となり、バクテロイデス属菌が腸内において豊富に存在していることが知られる様になる。しかし、この頃には既に培養できない細菌が多数存在することが推定される様になり、培養に依存した手法の限界が叫ばれていた。
転機となったのはDNAを観察する手法が開発されたことである。まず、蛍光 in situ ハイブリダイゼーションによって16S rRNAを観察する手法により、腸内の細菌の少なくとも2/3がバクテロイデス属やクロストリジウム属を含む6つの属・種レベルのグループに含まれることが明らかにされる。また、同時に腸内細菌の個人差の大きさが知られるようになった。